# Adolphus Elai Terserus
Adolphus Elai Terserus, född 1604 i Leksand, död 1659 i Mora, var en svensk präst, rektor och riksdagsman.

## Biografi
Adolphus Elai Terserus var son till Elof Terserus och Anna Danielsdotter Svinhufvud samt bror till biskop Johannes Elai Terserus. Kronprins Gustav Adolf närvarade vid hans dop. År 1622 inskrevs han vid Uppsala universitet, bekostade studierna genom att vara informator hos Jacob De la Gardie, men var så illa ansedd hos biskopen för sitt ovårdade yttre att han fick framställa en skriftlig ursäkt. 
Sedan Terserus dessutom hållit ett offentligt ursäkts- och försvarstal för sitt hår och sina kläder vid ett prästmöte, utsågs han till rektor för Arboga skola och prästvigdes. Han fick medel av kapitlet för att fullborda sina studier utomlands, och blev under sin frånvaro förflyttad till Västerås gymnasium, där han efter hemkomsten undervisade i etik och politik. 1638 blev han pastor i prebendet Hubbo, och fick två år senare tjänsten som lektor i teologi. Redan efter ett år fick han tjänsten som kyrkoherde i Mora socken, där han stannade till sin död.
Terserus var fullmäktig vid riksdagarna 1635, 1640, 1644 och 1650.
Terserus var gift första gången med en dotter till Samuel Matthiæ Malmenius och sedan med en dotter till Henricus Johannis Swedwiensis samt dotterdotter till Jonas Sigfridi Helsingius.